# Trinidad Express
Der Trinidad Express ist die zweitälteste von drei Tageszeitungen in Trinidad und Tobago. Die vom Caribbean Communications Network (CCN) verlegte Zeitung hat ihren Redaktionssitz in Port of Spain und erscheint seit 1967.

## Format und Auflage
Der Daily Express erscheint täglich von Montag bis Samstag; sonntags erscheint die Sonderausgabe Sunday Express. Zwei zielgruppenspezifische Sonderformate sind die sonntags erscheinende Express Woman und die mittwochs erscheinende Express Business. 1990 hatte der Daily Express eine Auflage von 60.000 und der Sunday Express von 72.000. 2002 betrug die Auflage des Daily Express 75.000. Chefredakteurin der Express-Formate ist seit 2011 Omatie Lyder.

## Geschichte
Der Trinidad Express wurde 1967 von einer Gruppe Journalisten gegründet, die dem britisch dominierten, noch zu Kolonialzeit gegründeten Trinidad Guardian eine rein einheimische Tageszeitung entgegenstellen wollten. Die Journalisten waren vorher für das trinidadische Büro des Daily Mirror tätig gewesen, das 1967 geschlossen wurde. Finanziert wurde die Gründung durch Vernon Charles, damals Eigentümer von Joseph Charles Bottling Works Ltd, und den Verfassungsrechtler und das ehemalige Parlamentsmitglied Tajmool Hosein, der 1962 am Entwurf der Verfassung Trinidads mitgewirkt hatte. Die erste Ausgabe erschien am 6. Juni 1967. Weniger als zwei Jahre später war die Zeitung bankrott, konnte aber im Februar 1969 mit Ken Gordon einen erfahrenen Sanierer als CEO installieren, der den Express vor der Schließung bewahrte. 1970 überlebte der Express einen Anzeigenboykott, der durch die Haltung der Zeitung gegenüber der Black-Power-Bewegung ausgelöst wurde, die von Teilen der Wirtschaft als zu weich empfunden wurde. In den 1970er-Jahren fuhr der Express signifikante Gewinne ein und erwarb Beteiligungen an anderen Presseunternehmen in der Karibik. Später wurde durch Gordon das Caribbean Communications Network (CCN) als Holding für den Express und seine Beteiligungen gegründet. Seit 1980 vergibt die Zeitung den  Express Individual of the Year Award für individuelle Leistungen von Menschen oder Organisationen. Von 1990 bis 1992 veranstaltete der Express auf Initiative der Redakteurin Rosemary Stone, damals die einzige Modejournalistin der Karibik, die Modewoche Colour Me Caribbean, die erste in Trinidad. 1997 wurde ein Onlineauftritt der Zeitung installiert, der 2016 etwa 140.000 Besucher pro Monat anzog. Im August 2015 installierte der Express als bisher einzige trinidadische Tageszeitung eine Paywall für sein Onlineangebot, was zu Kritik in anderen Medien führte. 2016 verlor die Zeitung einen Rechtsstreit gegen den CEO einer staatlichen Immobiliengesellschaft und musste diesem wegen übler Nachrede in zwei Artikeln 550.000 TT$ Entschädigung zahlen.